# FC Helkijn
FC Helkijn was een Belgische voetbalclub uit Spiere-Helkijn. De club was aangesloten bij de KBVB met stamnummer 7306 en had paars en zwart als kleuren.

## Geschiedenis
De club werd opgericht in de jaren 60 en in 1969 sloot men zich aan bij de Belgische Voetbalbond. FC Helkijn ging er in de laagste provinciale reeksen spelen.
Bij haar tienjarig bestaan werd FC Helkijn voor het eerst kampioen in Vierde Provinciale en behaalde men de eerste promotie naar Derde Provinciale. Het eerste verblijf daar duurde er zes seizoenen, tot men in 1985 weer naar de laagste afdeling zakte. Daarna promoveerde men nog eens, om opnieuw na een paar seizoenen te degraderen.
Halverwege de jaren 90 kende FC Helkijn een succesvolle periode. In 1994 promoveerde de club nogmaals naar Derde Provinciale, en na twee seizoenen stootte men voor het eerst door naar Tweede Provinciale. De club kon zich daar twee seizoenen handhaven, maar kende dan een snelle terugval. FC Helkijn eindigde in 1998 afgetekend allerlaatste in zijn reeks en zakte naar Derde Provinciale. Daar eindigde men in 1999 op twee na laatste en zo zakte men meteen verder weg naar Vierde Provinciale.
FC Helkijn bleef in Vierde Provinciale spelen, waar men na een paar jaar in de middenmoot in 2002 slechts voorlaatste eindigde. De club kreeg een nieuw bestuur en enkele jaren later kende men ook sportief weer beterschap. In 2008 werd men kampioen en keerde men terug in Derde Provinciale. Men bleef succes hebben en na amper een seizoen steeg men via de eindronde in 2009 al meteen verder naar Tweede Provinciale.
FC Helkijn kon zich meteen goed handhaven in Tweede Provinciale. In 2011, na het tweede seizoen, haalde men ook daar al een eindronde, maar daar werd verloren van KFC Meulebeke. Een jaar later behaalde men opnieuw de eindronde. Daar won men tegen KVK Avelgem, SV Wevelgem en FC Varsenare, en zo bereikte de club in 2012 voor het eerst in haar geschiedenis het hoogste provinciale niveau, Eerste Provinciale.
In 2015 werd Helkijn allerlaatste en degradeerde weer naar Tweede Provinciale.
In 2016 werd het eerste elftal stopgezet, maar werd de jeugdwerking verder gezet onder de naam Jong Helkijn met stamnummer 9663. FC Helkijn en zijn stamnummer werden geschrapt. 
Sinds 2018 is er opnieuw een eerste elftal uit Helkijn aangetreden in Vierde Provinciale, maar onder de vlag van Jong Helkijn.